# 2024년 하계 올림픽 카자흐스탄 선수단
2024년 하계 올림픽 카자흐스탄 선수단은 2024년 7월 26일부터 8월 11일까지 프랑스 파리에서 열리는 2024년 하계 올림픽에 참가 중인 올림픽 카자흐스탄 선수단이다. 이는 소련 붕괴 이후 하계 올림픽에 카자흐스탄이 8회 연속 출전하는 기록이다.

## 출전 선수
| 종목           | 남자 | 여자 | 전체 |
| -------------- | ---- | ---- | ---- |
| 양궁           | 3    | 0    | 3    |
| 육상           | 1    | 6    | 7    |
| 배드민턴       | 1    | 0    | 1    |
| 복싱           | 7    | 3    | 10   |
| 브레이킹       | 1    | 0    | 1    |
| 카누           | 4    | 2    | 6    |
| 사이클         | 3    | 0    | 3    |
| 펜싱           | 3    | 1    | 4    |
| 체조           | 3    | 1    | 4    |
| 유도           | 5    | 3    | 8    |
| 근대5종        | 1    | 1    | 2    |
| 조정           | 1    | 0    | 1    |
| 사격           | 4    | 5    | 9    |
| 스포츠클라이밍 | 1    | 0    | 1    |
| 수영           | 1    | 1    | 2    |
| 탁구           | 1    | 0    | 1    |
| 태권도         | 2    | 0    | 2    |
| 테니스         | 3    | 2    | 5    |
| 트라이애슬론   | 0    | 1    | 1    |
| 레슬링         | 8    | 0    | 8    |
| 전체           | 53   | 26   | 79   |

## 종목별 성적

### 사격
- 알렉산드라 레
- 이슬람 삿파예프

## 같이 보기
- 2024년 하계 올림픽